# 雲州平田車站
雲州平田車站（日语：／ Unshū-Hirata eki */?）是位於日本島根縣出雲市平田町，屬於一畑電車北松江線的鐵路車站，也是一畑電車公司所總部在地。本站是一畑電車唯一的直營車站，站舍的二樓則是一畑電車的公司總部辦公室，此外在站區內也設有負責列車運轉的列車區、負責車輛檢修的車輛區和車庫，也因此每天早上為部分列車的始發站，晚上也會成為部分列車的終點站。
2010年上映的電影49歲的電車夢中有大量場景是在本站的月台及車庫拍攝。

## 歷史
1914年一畑電氣鐵道設立雲州平田車站，同時開始營運出雲今市車站（現在的電鐵出雲市車站）至本站之間的鐵路；最初為整條鐵路最東端的終點站，但在1915年鐵路即繼續往東延伸至一畑車站，1928年再往東延伸至北松江車站（現在的松江宍道湖溫泉車站）。
1955年車站所在地原本的行政區劃平田町合併為平田市後，雲州平田車站在1970年一度更名為平田市車站，但在2005年平田市合併為出雲市後，車站又將名稱改回為雲州平田車站。

## 車站構造
雲州平田車站的月台為共2面3線的完全混合式月台，包括一座側式月台及一座島式月台；車站站舍位於鐵路的西側，目前的站舍建於1967年，為二層樓建築，其中的二樓一畑電車做為公司總部使用。
位於站舍旁的側式月台為1號月台，再往東為設有2號月台和3號月台的島式月台，大部分列車不論行駛方向都是停靠在1號月台，當列車替換時才會停靠到2號或3號月台
| 1 | 北松江線 | 列車停靠                               |
| 2 | 北松江線 | 列車交換時，供往電鐵出雲市方向列車使用 |
| 3 | 北松江線 | 列車交換時使用                         |

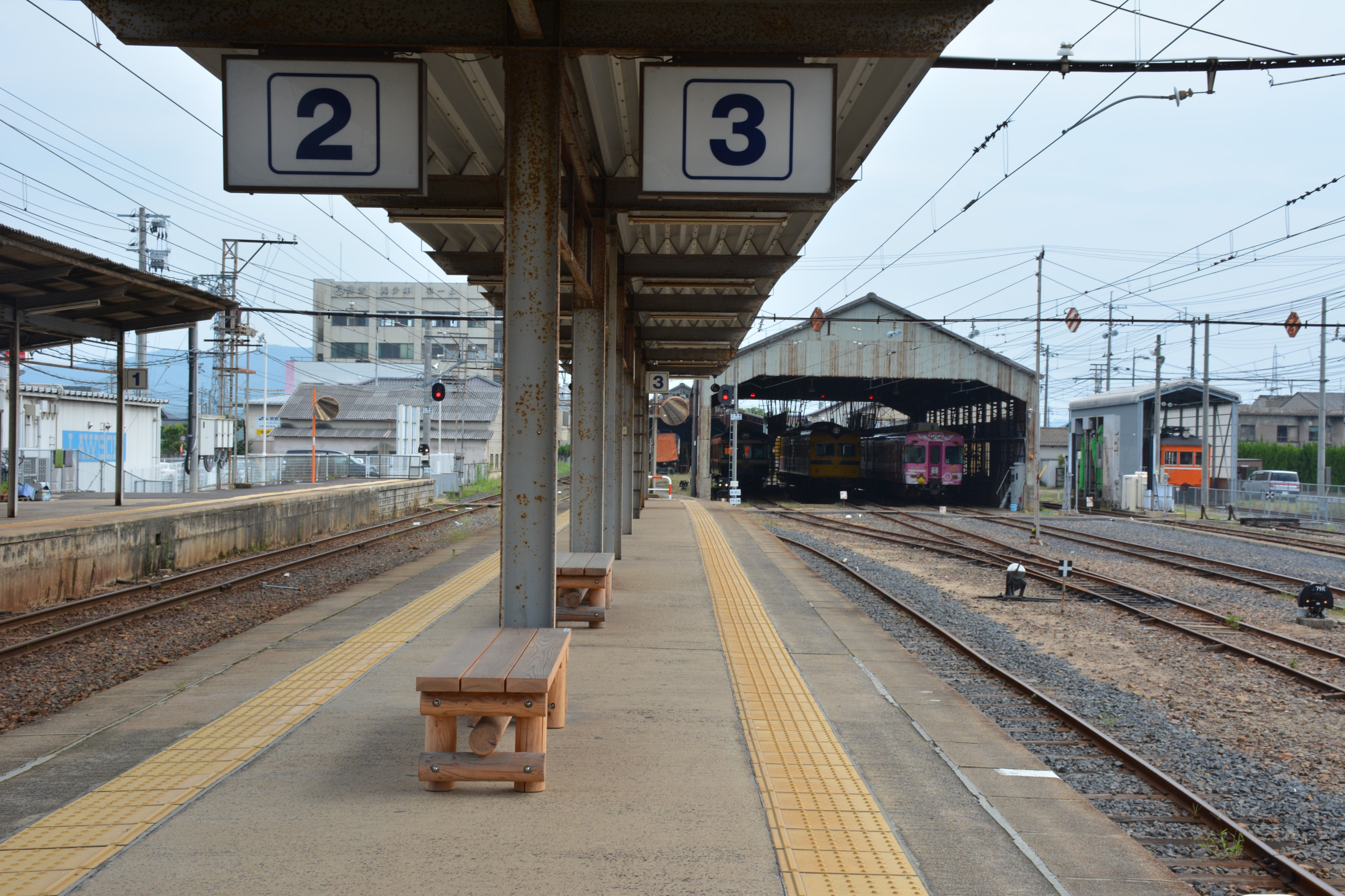
月台(2014年9月)
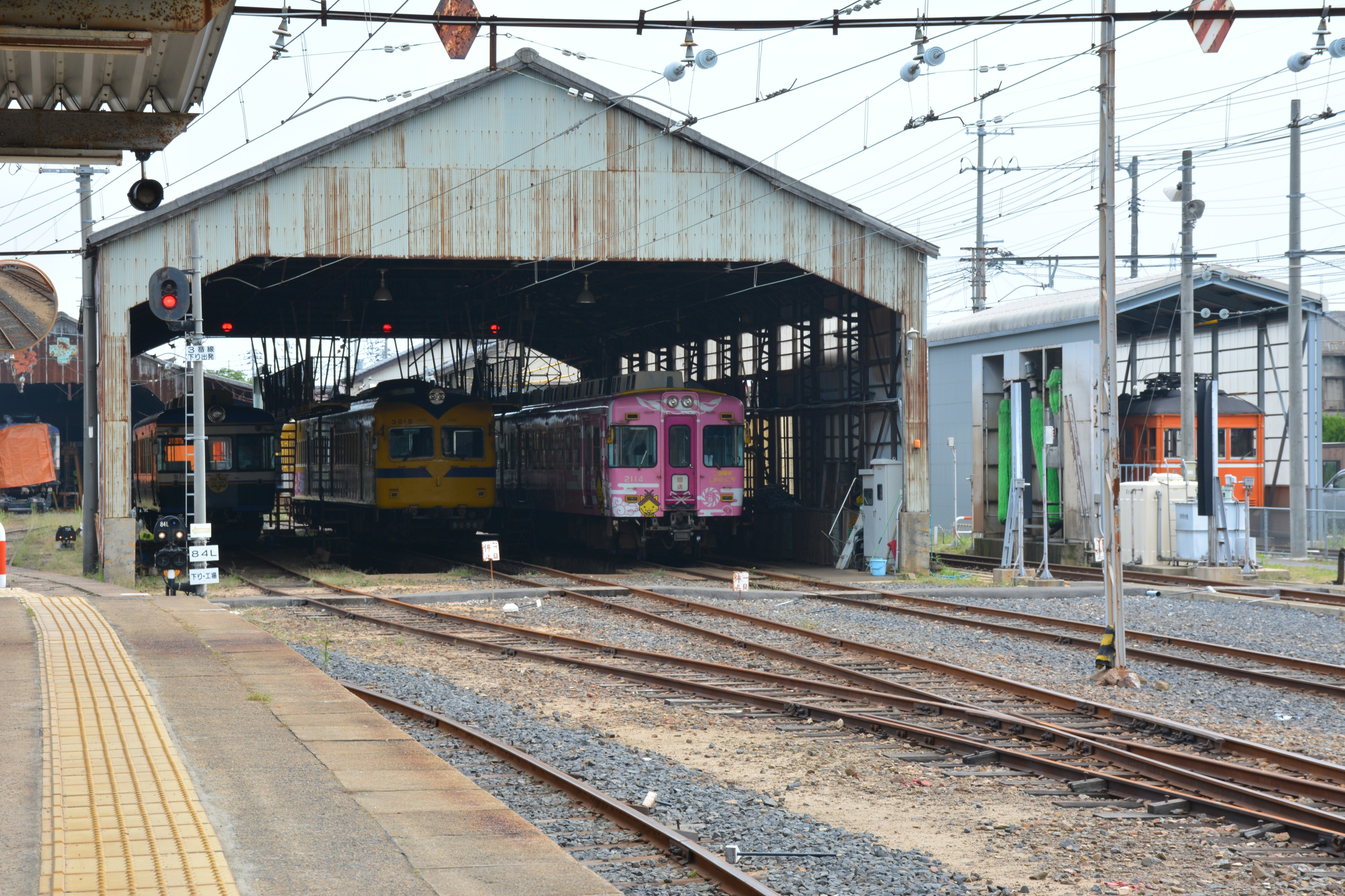
車庫(2014年9月)
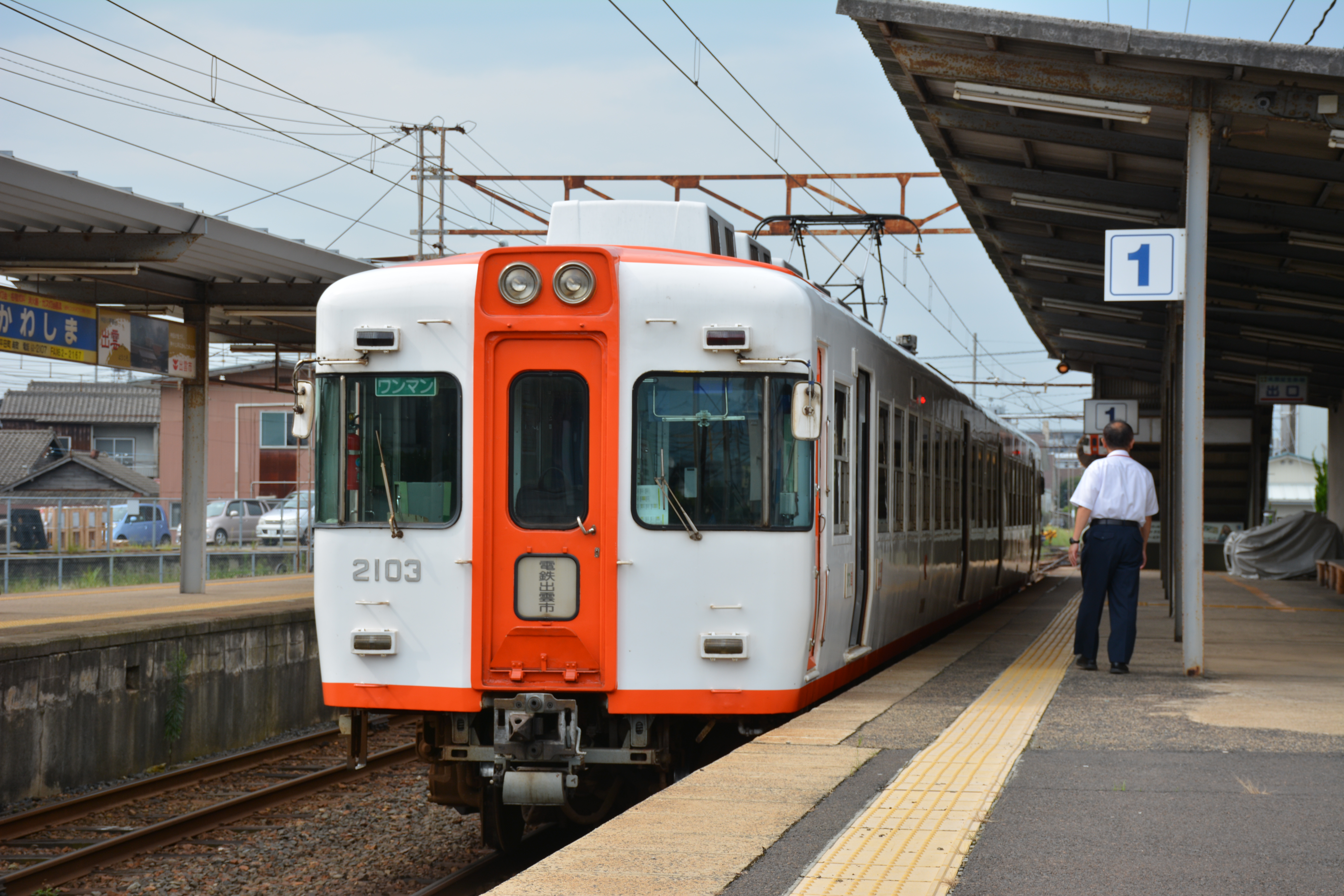
停靠於1號月台的電車
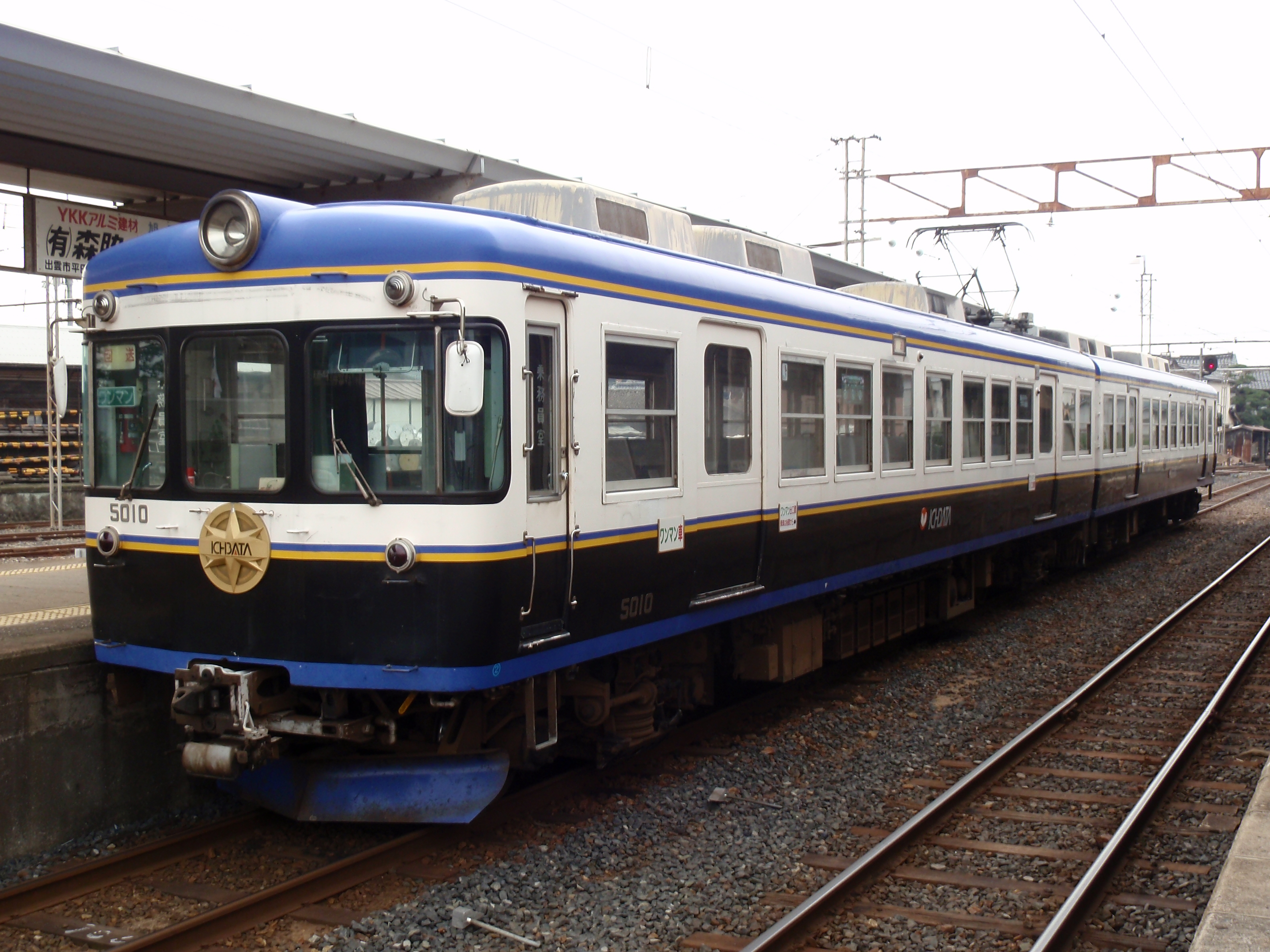
停靠於2號月台的回送列車

## 車站周邊
- 出雲市政府（日语：出雲市役所）平田行政中心
- 平田郵局（日语：平田郵便局 (島根県)）
- 出雲市立平田幼稚園
- 出雲市立平田小學校
- 出雲市立綜合醫療中心
- 出雲市立平田圖書館
- 平田生活巴士總站

## 外部連結
- （日語） 雲州平田車站 （页面存档备份，存于） - 一畑電車